# グラウンドルール
グラウンドルールとは、野球において、一般規則のほかに、試合が行われる競技場個別に定められる特別規則である。当該競技場特有の立地条件や構造に由来した特殊性に対応するためのものが多い。

## 概要
競技する区域がはっきりと定められている他の多くのスポーツとは異なり、野球では飛球の捕球等を目的として、プレーヤーが外野フェンスやファウルゾーンのすぐ外側の客席に手を差し伸べることがルールで認められている。境界上に存在するフェンスやブルペン、手すりの有無やダッグアウト、カメラマン席の位置、構造などは競技場ごとに異なるため、一律な規則を定めることが難しい。このため、プレーヤーおよび観客双方の安全性や試合の醍醐味が失われないこと等を前提条件とした競技場固有の特別規則が設けられる。
通常はホームチームがグラウンドルールを定め、相手チームの承諾を得ることで当該試合において有効となる。

## 実例

### メジャーリーグ
米国メジャーリーグでは建設後100年近くを経過する競技場も珍しくない。ルールの変遷に対して、歴史や伝統を重んじるといった理由のほか、立地条件や建屋の構造上の理由で現在の規則に適合するための改修が不可能であるケースもあり、様々なグラウンドルールが存在する。
- フェンウェイ・パーク（ボストン・レッドソックス、1912年開場）：レフトフェンスのスコアボードを打球が突き抜けたら、打球がバウンドしたか否かを問わず二塁打。
- リグレー・フィールド（シカゴ・カブス、1914年開場）：打球が外野フェンスに植生されたツタに入り込んで引っかかったら二塁打。

### 日本
日本では軟式野球の普及率が高く、硬式野球に比べ危険性が低いと一般に考えられているため、周囲にフェンス設備のない（単なる空き地のような）場所やルールに謳われている大きさを満たさない場所でも試合が行われるケースが多い。こういった特有の条件により、以下のようなグラウンドルールが多くみられる。
- ファウルラインとダッグアウト（あるいはベンチ区域）の距離が短い場合：

悪送球が発生すると容易にボールがダッグアウトに達し、一般規則で定められた安全進塁権2個のケースが多発する。ファウルラインとダッグアウト間に充分な距離があり、守備側の適切なバックアップ行為が行われたと仮定すれば、進塁できるのは1個程度であるとの推定により、グラウンドルールで安全進塁権1個とする。
- 外野フェアゾーンにフェンスがない場合：

打球や悪送球が外野を抜けると止めるものがないので、そのままでは走者がどんどん進塁してしまい、フェンス設備がある場合と比べてその結果が大いに異なることとなる。このため、適切な距離に白線を引くなど目印をおき、ここにフェンスがあると仮定して走者や打者が進塁できる個数を推定（たいていは2個程度）して、これをグラウンドルールとする。
このほかにも、たとえフェンスがあっても選手の衝突に耐えうる強度を持たない、あるいは衝突したプレーヤーに危険があるなどの理由で、フェンス内側に白線等の目印を置き、外側をボールデッドゾーンとみなすといったグラウンドルールも存在する。
また、MAZDA Zoom-Zoom スタジアム広島では、カメラマン席の塀の高さが55cmと低く、選手が落下する危険性が高いことから、体を預ける体勢になった時はフライを捕球した場合でもファウルボールとなるグラウンドルールを適用している。

## ドーム球場でのグラウンドルール
ドーム球場においては、打球が天井に当たった際の処置もグラウンドルールで規定される。ドーム球場でのグラウンドルールはドーム球場#ドーム球場での野球の特別ルールを参照。

## その他
フェアの打球がグラウンド上でバウンドした後に外野フェンスを越えると、打者および走者には2個の安全進塁権が与えられる。日本ではこれを和製英語でエンタイトルツーベースと呼ぶが、米国ではこれを "Ground rule double"（グラウンドルールダブル）と呼ぶ。このケースの安全進塁権付与は公認野球規則（メジャーリーグでは "Official Baseball Rules"）に明示されている正式な規則による処置であり、本記事で記述するグラウンドルールではない。